# Microceris variicolor
Genre
Espèce
Microceris variicolor, unique représentant du genre monotypique Microceris, est une espèce néotropicale de papillons de la famille des Hesperiidae, de la sous-famille des Pyrginae et de la tribu des Pyrrhopygini.

## Systématique
L'espèce Microceris variicolor a été décrite par le zoologiste français Édouard Ménétries en 1855, sous le nom initial de Pyrrhopyga variicolor.
Le genre Microceris a quant à lui été décrit en 1893 par l'entomologiste anglais Edward Yerbury Watson (d).
L'espèce porte en anglais le nom vernaculaire de Zigzag firetip.

## Distribution
Microceris variicolor est présente au Brésil,.